# Ercole Ferrata
Ercole Ferrata, född 1610 i Pelsotto (Pellio Intelvi nära Como, död 11 juli 1686 i Rom, var en italiensk skulptör under barockepoken. Han var elev till Bernini och lärare åt Melchiorre Cafà. Ferrata är även känd för att ha undervisat de italienska skulptörer, vilka kom att vara aktiva i slutet av 1600-talet och i början av 1700-talet.

## Biografi
Ferrata erhöll sin grundläggande träning som skulptör i Tommaso Orsolinos (1587–1675) ateljé i Genua. Hos denne lärde sig Ferrata att bearbeta och polera marmor. Efter sju år hos Orsolino reste Ferrata till Neapel, där han i huvudsak ägnade sig åt dekorativa arbeten, innan han 1641 samarbetade med Cosimo Fanzago vid uppförandet av högaltaret i Santissima Annunziata Maggiore.

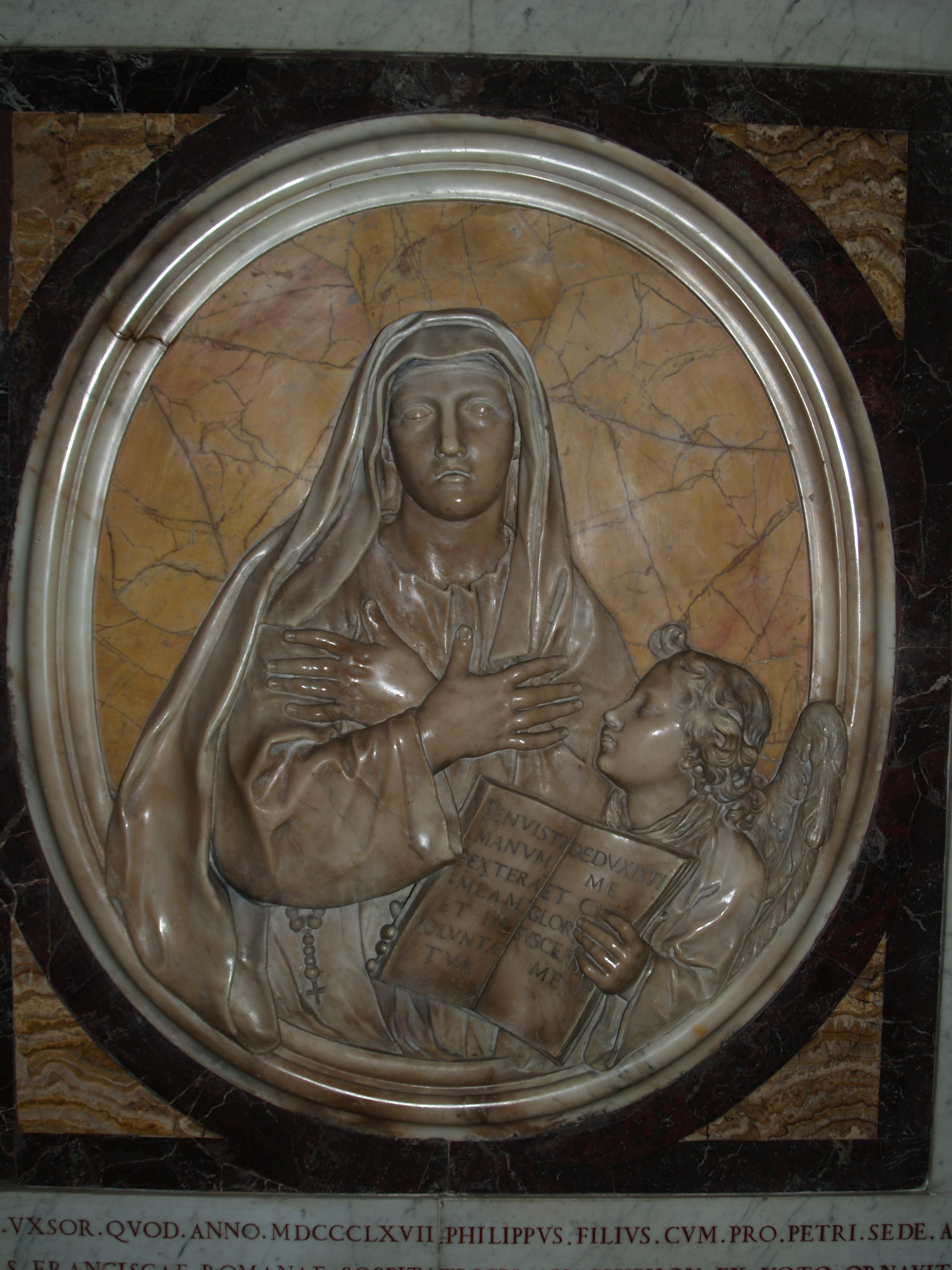
Den heliga Franciska av Rom och ängeln.

Efter fem år, 1646, lämnade Ferrata Neapel för att verka i L'Aquila. Året därpå anlände Ferrata till Rom, där Bernini anställde honom vid utsmyckningen av Peterskyrkans långhus. Ferratas skulpturala utsmyckning höll så pass hög kvalitet, att Bernini uppdrog åt honom att dekorera kryptan i kyrkan Santa Francesca Romana vid Forum Romanum; Ferrata bidrog bland annat med lågreliefen Den heliga Franciska av Rom och ängeln, fullbordad omkring år 1649.
Tillsammans med Antonio Raggi och Giovanni Antonio Mari utförde Ferrata 1667 efter Berninis design gravmonumentet över kardinal Domingo Pimentel i Santa Maria sopra Minerva. Han fick tillsammans med Domenico Guidi och Francesco Baratta i uppgift att fullborda Alessandro Algardis arbeten i kyrkan San Nicola da Tolentino agli Orti Sallustiani.
I kyrkan Sant'Agnese in Agone vid Piazza Navona har Ferrata utfört den fristående skulpturen Den heliga Agnes på bålet (1660) samt högreliefen Den heliga Emerentianas martyrium (1660; fullbordad 1709 av Leonardo Reti). I kyrkan Gesù e Maria vid Via del Corso har Ferrata bidragit med gravmonumentet över monsignore Giulio Del Corno.
I Cappella Spada i kyrkan San Girolamo della Carità i närheten av Piazza Farnese har Ferrata utfört gravmonumentet över kardinal Bernardino Spada. Kardinalen framställs liggande på en divan i svart marmor med höger arm vilande på en kudde av alabaster.
Ercole Ferrata avled 1686 och är begravd i kyrkan San Carlo al Corso.

## Verk i urval
- Den heliga Agnes på bålet – Sant'Agnese in Agone[5]
- Den heliga Emerentianas martyrium – Sant'Agnese in Agone[5]
- Den helige Tomas av Villanova (påbörjad av Melchiorre Cafà) – Sant'Agostino[6]
- Ängel – fasaden, Sant'Andrea della Valle[7]
- Den heliga Franciska av Rom och ängeln (lågrelief; cirka 1648) – Santa Francesca Romana[8][9]
- Gravmonument över Giulio del Corno – Gesù e Maria[10]
- Gravmonument över Ottaviano Acciaioli – San Giovanni dei Fiorentini[11]
- Tron, Gravmonument över kardinal Lelio Falconieri – San Giovanni dei Fiorentini[12]
- Gravmonument över kardinal Bernardino Lorenzo Spada – Cappella Spada, San Girolamo della Carità[4][13]
- Gravmonument över Gualtero Gualteri de Castro – Cappella di Sant'Anna, Santa Maria dell'Anima[14][15]
- Änglar – högaltaret, Santa Maria in Campitelli[16]
- Helgonskulpturer – fasaden, Santa Maria dei Miracoli (tillsammans med Cosimo Fancelli, Filippo Carcani, Lazzaro Morelli och Michel Maille)[17]
- Jungfru Maria och Barnet med de heliga Augustinus och Monica uppenbarar sig för den helige Nikolaus av Tolentino – högaltaret, San Nicola da Tolentino (tillsammans med Domenico Guidi)[18]
- Påve Clemens X – Peterskyrkan[19]
- Elefantobelisken på Piazza della Minerva (1667)[20]
- Ängeln med Korset – Ponte Sant'Angelo[21]

## Bilder
| - Gravmonument över kardinal Domingo Pimentel (detalj). - Den heliga Agnes på bålet. - Den heliga Emerentianas martyrium. - Kyrkan Sant'Andrea della Valles fasad. Ferrata har utfört ängeln till vänster på övervåningen. - Gravmonument över Ottaviano Acciaioli. - Tron. - Cappella Spada i San Girolamo della Carità med Bernardino Lorenzo Spadas gravmonument till vänster. - Ängeln med Korset. - Gravmonumenten över Johannes Savenier (av Alessandro Algardi) och Gualtero Gualteri de Castro (av Ercole Ferrata) i Santa Maria dell'Anima. |